# Резня в тюрьме в Радогоще
Резня в тюрьме в Радогоще — массовое убийство немецкими нацистами почти полутора тысяч поляков, содержавшихся в полицейской тюрьме в Радогоще в Лодзи. Преступление произошло в ночь с 17 на 18 января 1945 года, за несколько часов до того, как Лодзь была захвачена Красной Армией.

## Тюрьма Радогощ
На территории текстильной фабрики Михала Глазера (ул. Краковская, 55, ныне Лищяста, 17) немцы около 10 ноября 1939 года разбили пересыльный лагерь, который в конце декабря 1939-го был перенесён на более крупную соседнюю фабрику Самуэля Аббе, располагавшейся на пересечении тогдашней дороги Згерской (ныне улица Згерская) и улицы генерала Я. Совиньского. Создание лагеря было связано с массовыми арестами, которые немцы произвели в Лодзи и Лодзинском воеводстве осенью 1939 года в рамках операции «Интеллигенция-Литцманштадт». Операция была направлена на истребление интеллигенции и известных общественно-политических и экономических деятелей. Фабрика Самуэля Аббе с октября 1939-го по крайней мере до 1 июля 1940 года, помимо того, что была лагерем и тюрьмой, также служила пересыльным лагерем для поляков из Вартеланда.
1 июля 1940 года пересыльный лагерь был преобразован в «Расширенную полицейскую тюрьму Радогощ» (нем. Erweitertes Polizeigefängnis, Radegast) для мужчин. Оттуда заключённых отправляли в другие тюрьмы (в Серадз, Ленчицу или Велюнь), исправительно-трудовые лагеря (обычно Острув-Велькопольски) или концентрационные лагеря (Маутхаузен-Гузен, Освенцим, Дахау). Ежедневно от голода, болезней и издевательств тюремного персонала здесь умирал как минимум один заключённый.

## Резня
В связи с приближением Восточного фронта 20 июля 1944 года высший командующий СС и полиции в Генерал-губернаторстве Вильгельм Коппе отдал приказ об эвакуации или уничтожении пленных в городах, к которым приближалась Красная Армия. В инструкции было прямо указано, что заключённые не могут быть освобождены. На основании этого приказа в Генерал-губернаторстве было совершено как минимум несколько тюремных расправ (самая крупная в Люблинском замке). Вероятно, на основании этого приказа Коппе — поскольку подобного приказа в отношении земель, включённых в состав Третьего рейха, включая Вартеланд, не обнаружено — аналогичный приказ был издан в Лодзи. Согласно послевоенному расследованию, все заключённые, содержавшиеся в лодзинских тюрьмах, должны были умереть в Радогоще (включая и заключённых-женщин из тюрьмы на ул. Гданьская, 13). В Радогоще на тот момент содержалось около 1500 человек (поляков, русских военнопленных и даже немцев).
В ночь с 17 на 18 января 1945 года, после полуночи, немцы открыли камеры на первом этаже и начали расстреливать заключённых, находящихся в них, добивая раненых штыками. Убив всех содержавшихся на первом этаже, они перешли на третий этаж. Здесь они вывели заключённых из камер и приказали им спускаться во двор. Напротив выхода во двор установили пулемет, который начал стрелять при появлении первых заключённых. Когда те в панике повернули назад, то попали под огонь охранников, стоявших сверху на лестнице. Однако группа заключённых смогла пробиться на второй этаж и даже закрепиться там, напав на тюремщиков с кирпичами и обломками досок и заставив их отступить.
Ввиду сопротивления заключённых и в связи с катастрофической нехваткой времени, палачи решили закончить расправу одним ударом и подожгли главное здание тюрьмы. Поджог был совершён ранним утром 18 января. К этому моменту, вероятно, около половины заключённых были ещё живы, хотя многие из них были ранены. Здание тюрьмы быстро загорелось. Немцы расстреливали всех, кто пытался выбежать из огня. Некоторые пытались забраться на крышу и перепрыгнуть на соседние здания, некоторые укрывались в резервуаре с водой на верхнем этаже лестницы. Из почти 1500 заключённых выжили лишь около 30 человек. В числе убитых было около дюжины детей из детского концлагеря Литцманштадт
в Лодзи, для которых пребывание в тюрьме было перевалочным пунктом перед отправкой в другой лагерь. Когда началась резня, они были убиты первыми.
После того, как Красная Армия вошла в Лодзь 19 января 1945 года, вряд ли кто-нибудь из лодзинцев не был в Радогоще и не видел последствий преступления.

Мы прибыли на место, когда тела убитых еще не перестали дымиться. Огонь уже погас, но красный кирпич руин светился издалека. Сотни человеческих трупов усеяли территорию. Их лица были искажены страшной болью и мёртвым криком ужаса, и их глаза не забудет уже никто их тех, кто видел тогда этот ад на земле.
В течение месяца жители Лодзи искали среди пепла останки своих родственников. Было опознано лишь несколько тел. 28 февраля 1945 года останки убитых были захоронены в двух братских могилах на близлежащем кладбище на ул. Рох.
На сайте Музея традиций независимости в Лодзи (секция «Радогощ») можно найти предполагаемый список жертв, в котором содержится более 1230 имён.

## Выжившие
Точное число жертв этой бойни остается неизвестным. По общим оценкам, погибло около 1500 человек. Выжило около 30. Когда 24 октября 1945 года Окружной следственный суд 3-го округа в Лодзи возбудил расследование о поджоге Радогощской тюрьмы, судья С. Кшижановская, проводившая расследование, допросила 12 заключённых, выживших в резне. Их имена:
- Блотницкий Феликс;
- Бжозовский Францишек;
- Фенглер Стефан;
- Яблоньский Станислав;
- Ендрысяк Леонард;
- Недзведский Эдуард;
- Павляк Игнаций;
- Совяк Адам;
- Шмая Антони;
- Уршуляк Адам;
- Зарембский Францишек;
- Зелиньский Юзеф.

В последующие годы Окружная комиссия по расследованию нацистских преступлений в Польше в ходе расследования дела тюрьмы Радогощ (исх. Ds. 67/67) дополнила список следующими именами:
- Домбровский Станислав;
- Дыла Тадеуш;
- Салямон Конрад;
- Ющак Францишек;
- Вцисло Болеслав;
- Молька Хенрик.

В январе 1985 года по приглашению городских властей в Лодзь приехали последние из оставшихся в живых в той резне. На встрече в студии TVP в Лодзи они получили «Почетные знаки Лодзи» от президента города Юзефа Невядомского. Это были: Францишек Бжозовский, Станислав Домбровский, Тадеуш Дыла, Стефан Фенглер, Конрад Салямон, Францишек Ющак, Болеслав Вцисло, Францишек Зарембский и Хенрик Молька, а также Рафал Жарнецкий.

## После войны

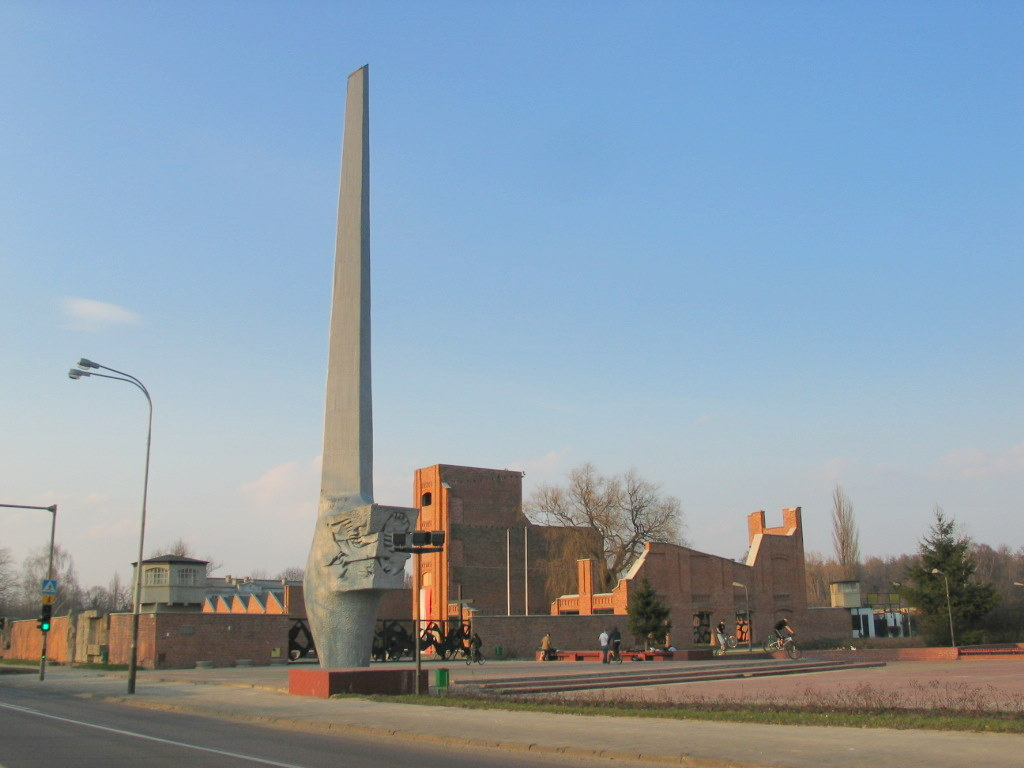
Вид на мемориал Радогоща и Радогощский шпиль.

Начальник тюрьмы Радогощ, лейтенант полиции Вальтер Пельцхаузен, предстал в сентябре 1947 года перед польским судом в Лодзи и был приговорен к смертной казни. Приговор приведён в исполнение 1 марта 1948 года.
Уже в первые недели после окончания немецкой оккупации в Лодзи территория бывшей тюрьмы была признана местом памяти о борьбе и мученичестве польского народа, но процесс её превращения в мемориал, несмотря на различные действия, предпринятые властями и общественными инициативами в последующие годы, был закончен только по указанию тогдашнего первого секретаря Лодзинского комитета Польской объединённой рабочей партии Михалины Татаркувны-Майковской (поль.).
Его торжественное открытие состоялось 9 сентября 1961 года. Два основных элемента — символический курган на месте сгоревшего здания тюрьмы, на котором установлен саркофаг из черного мрамора с надписью: «Здесь покоятся убитые накануне освобождения. Имена и тела были взяты у нас огнём, мы живём только в вашей памяти. Да не повторится такая бесчеловечная смерть!», а перед входом в него установлен 30-метровый Радогощский шпиль (Iglica radogoska).
19 января 1976 года на территории мемориала была открыта постоянная музейная экспозиция (как филиал Музея традиций независимости в Лодзи), показывающая историю Радогощской тюрьмы и немецкой оккупации Лодзи в 1939—1945 годах.
В 1990 году рядом с саркофагом был установлен крест высотой в несколько метров, в знак признания смерти убитых здесь людей мученической.